# (10785) Dejaiffe
(10785) Dejaiffe est un astéroïde de la ceinture principale.

## Description
(10785) Dejaiffe est un astéroïde de la ceinture principale. Il fut découvert le 4 septembre 1991 à La Silla par Eric Walter Elst. Il présente une orbite caractérisée par un demi-grand axe de 2,83 UA, une excentricité de 0,12 et une inclinaison de 3,3° par rapport à l'écliptique.

## Compléments